# Albert de Geouffre de La Pradelle
Pour les articles homonymes, voir Pradelle (homonymie).
Albert de Geouffre de La Pradelle de Leyrat (ou Albert de La Pradelle), né le 30 mars 1871 à Tulle et mort le 2 février 1955 à Paris, est un juriste et professeur de droit français spécialiste du droit international public.

## Biographie
Après avoir enseigné douze ans à Grenoble, Albert de La Pradelle fut nommé professeur à la Faculté de droit de Paris en 1912, où il enseigna successivement le droit constitutionnel puis, surtout, le droit international public, qui devint rapidement son domaine de prédilection.
Il fonda et dirigea plusieurs revues spécialisées, comme la Revue générale de droit international public (1919-1926), la Revue de droit international (1927), la Nouvelle revue de droit international privé (1934), le Recueil général des décisions et conventions intéressant le droit international (1934). En 1921, il fut – avec Paul Fauchille et Alejandro Álvarez – le fondateur de l'Institut des hautes études internationales, dont il fut le directeur jusqu'en 1946.
Membre de l'Institut de droit international, il conseilla de nombreux gouvernements et participa, à divers titres, à l'élaboration du droit international durant l'entre-deux-guerres, par exemple en tant que rapporteur de l'avant-projet de Statut de la Cour permanente de justice internationale au Comité des juristes de La Haye, en 1920.
Il préside l'Institut libre d'étude des relations internationales de 1948 à 1954, et est vice-président du Centre des hautes études américaines.
Il est le père de Paul de Geouffre de La Pradelle, fondateur en 1956 de l'Institut d'études politiques d'Aix-en-Provence, Pierre, Jean, Marguerite-Marie (mariée à Pierre Fanneau de La Horie) et Raymond de Geouffre de La Pradelle et le grand-père de Géraud de Geouffre de La Pradelle.